# 구례중앙초등학교 신월분교
구례중앙초등학교 신월분교는 대한민국 전라남도 구례군 구례읍 신촌1길 11-14 (신월리)에 있었던 초등학교이다.

## 연혁
- 1935년 6월 6일 구례공립보통학교 부설 신월간이학교 개교
- 1944년 4월 1일 신월공립국민학교 승격
- 1946년 9월 1일 현 위치로 이전
- 1949년 4월 1일 신월국민학교로 개칭
- 1963년 6월 30일 구례남국민학교 개칭
- 1981년 3월 2일 병설유치원 개원
- 1994년 9월 1일 구례중앙국민학교 신월분교로 편입
- 1996년 3월 1일 구례중앙초등학교 신월분교로 개칭
- 2000년 3월 1일 폐교